# Ladispoli
Ladispoli es una localidad italiana de la provincia de Roma, región de Lazio, con 39.376 habitantes.

## Etimología
La etimología del nombre «Ladispoli» deriva de Ladislaopolis, contracción del nombre del fundator, Ladislao Odescalchi, y el término grieco πολις -polis, «ciudad».

## Geografía Física

### Territorio
Ladispoli está literalmente cortada por dos pequeños ríos, el Sanguinara y el Fosso Vaccina, que pueden ser cruzados por los cuatro puentes cercanos al paseo marítimo, dos de los cuales son enteramente de madera.
La arena de las playas de Ladispoli es originalmente negra debido al alto componente de hierro y es por esta razón que hasta los años sesenta fue un popular lugar de vacaciones por la posibilidad de arenado terapéutico.
De los numerosos bosques y marismas que estuvieron presentes en el territorio durante la Edad Media, hoy quedan el oasis faunístico de Palo, atravesado por el carril bici, y el pantano de Torre Flavia.
Finalmente, es evidente que, en el mar frente a Ladispoli, parece estar apareciendo un pequeño arrecife de coral. Este fenómeno, ciertamente exacerbado en los últimos años por el calentamiento de las aguas mediterráneas, representa una especie de "hecho singular".

## Historia
La Ladispoli moderna ocupa el área del antiguo Alsium, el puerto de la ciudad etrusca de Cerveteri y más tarde una colonia romana citada por Cicerón.
Alsium fue destruido en el siglo VI d. C., durante la Guerra Gótica, por los ostrogodos liderados por Totila. Posteriormente se construyó en la zona un castillo, llamado Palo: fue feudo de los Orsini y, desde 1693, de la familia Odescalchi.
La Ladispoli moderna fue fundada en 1888 por Ladislao Odescalchi, de quien toma su nombre.
A fines de la década de 1970 y hasta principios de la de 1990, partes de Ladispoli sirvieron como campos de refugiados para emigrantes soviéticos que buscaban asilo político o religioso en países occidentales (principalmente Estados Unidos, Canadá y Australia). La experiencia de los judíos de la antigua URSS que permanecieron en Ladispoli en la década de 1980 fue descrita por primera vez en inglés por Maxim D. Shrayer en sus memorias literarias "Waiting for America" (2007).
El municipio recibió el título de ciudad en el febrero de 2011 por decreto del Presidente de la República.

## Monumentos y lugares de interés

### Arquitecturas religiosas
En Ladispoli hay varios lugares de culto, que incluyen:
- Iglesia de la Madonna del Rosario

- Iglesia del Sagrado Corazón

- Iglesia de San Giovanni Battista

### Arquitecturas civiles
Hay un monumento a los caídos de Ladispoli durante la Segunda Guerra Mundial entre Via Vittorio Cantoni y Via Filippo Moretti.
Recientemente se ha realizado la construcción de dos puentes peatonales en primera línea de mar, sobre las acequias de Fosso Vaccina y Sanguinara: el llamado "puente de madera", un puente atirantado sobre dos caballetes, pavimentado con madera e inaugurado en la primavera de 2007, y el denominado "puente blanco", un puente reticular de un solo arco de puro estilo calatrava, inaugurado en diciembre de 2009 y que lleva el nombre de Abebe Bikila.

## Evolución demográfica
| Gráfica de evolución demográfica de Ladispoli entre 1861 y 2001 |
|                                                                 |
| Fuente ISTAT - elaboración gráfica de Wikipedia                 |

## Ciudades hermanadas
- Benicarló
- Saint-Savin
- Heusenstamm
- Tepecoyo